# Topsy

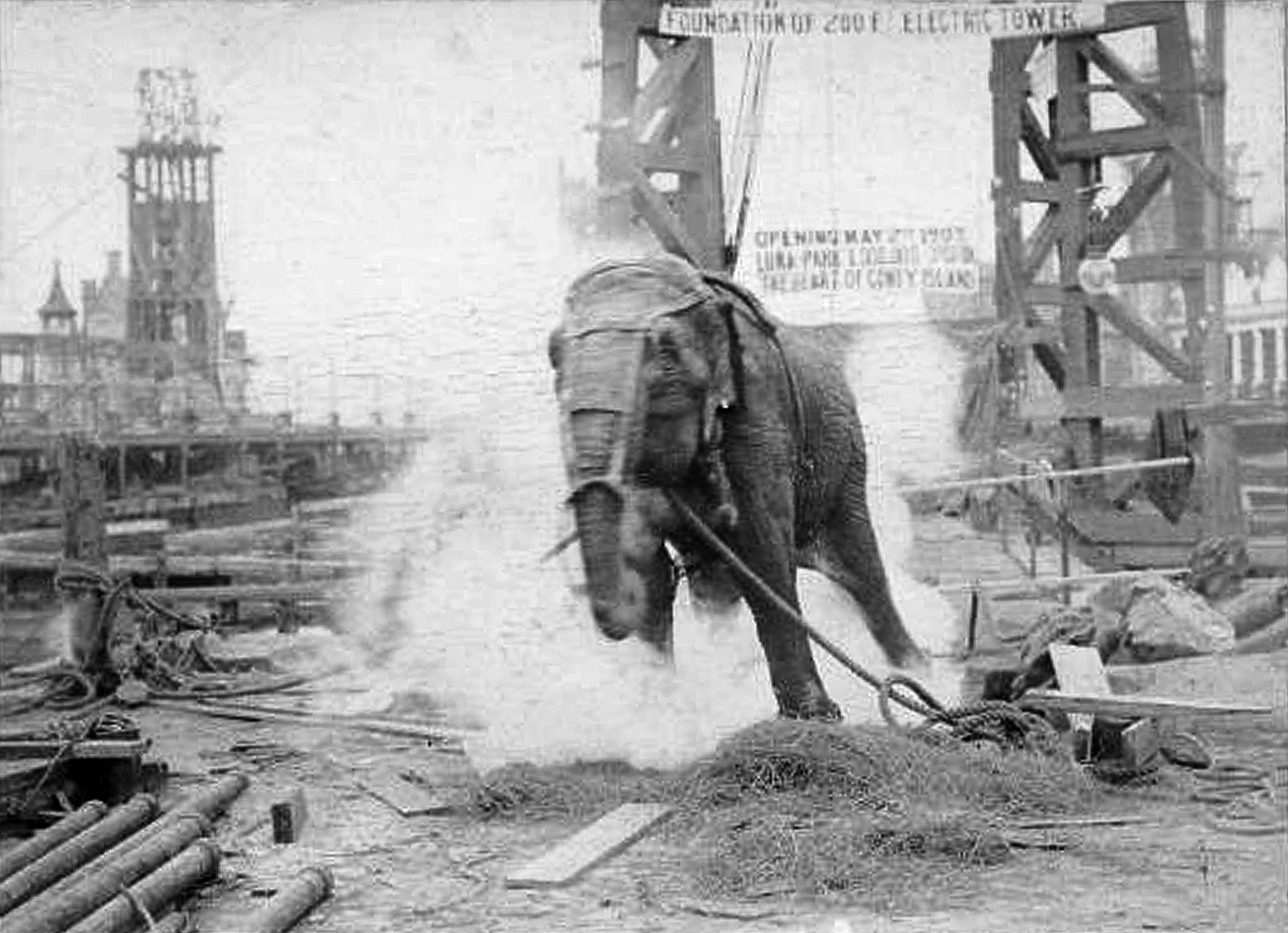
Elefanta de circ Topsy

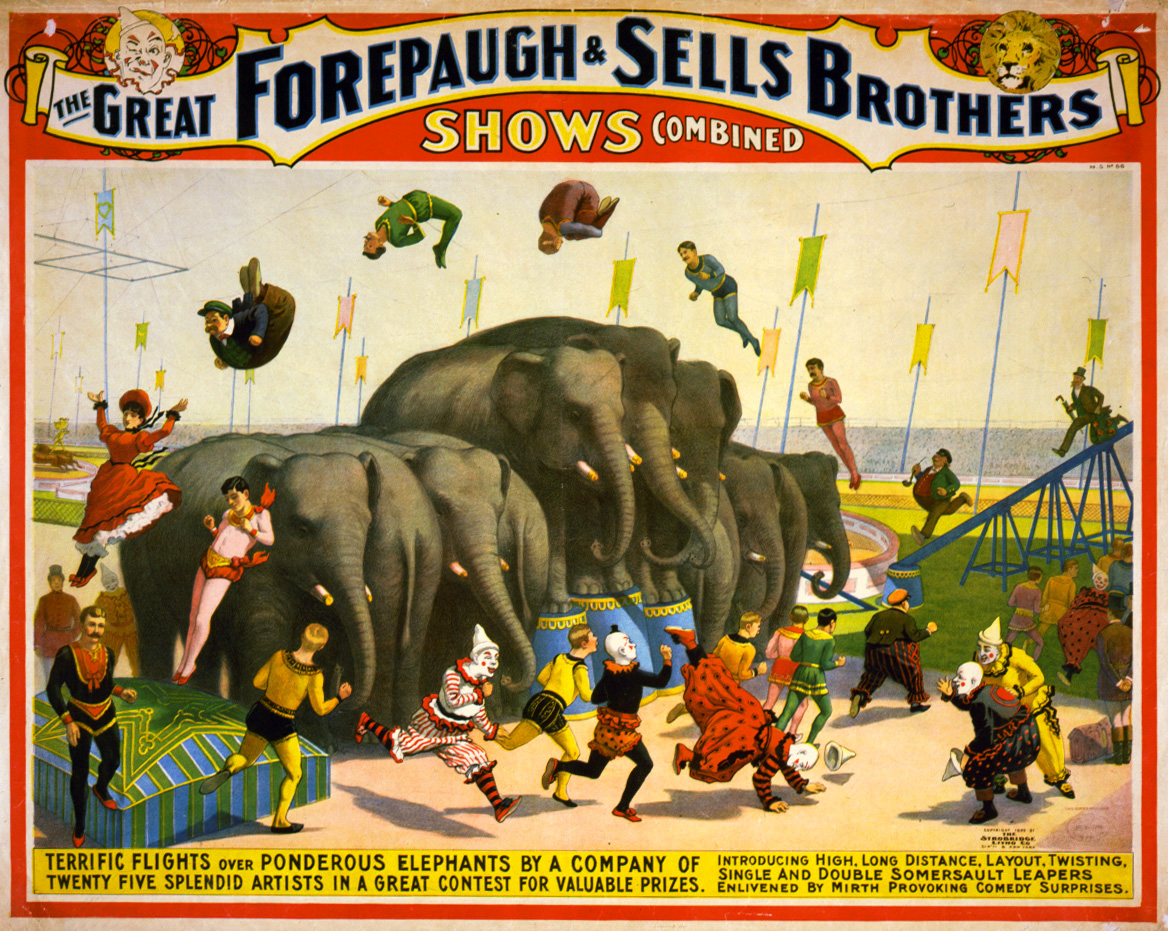
Cartell de Forepaugh Circus

Topsy, paquiderm hindú de vint-i-vuit anys (c. 1875 – 4 de gener de 1903), va ser una elefanta de circ a qui es va decidir electrocutar fins a la mort perquè havia matat a tres persones.
La història de Topsy es va oblidar durant els següents setanta anys, però va tornar a guanyar importància en la cultura popular, en part per l'existència de la pel·lícula Electrocuting an elephant, que mostra els fets, i en part per l'augment en la consciència social dels drets dels animals. Habitualment s'havia afirmat que la mort de Topsy va ser una demostració anti corrent alterna, organitzada per Thomas Alva Edison durant la Guerra dels corrents. Els historiadors assenyalen que Edison mai va estar a Luna Park, parc d'atraccions de Coney Island on es trobava Topsy, i que l'electrocució de Topsy va tenir lloc deu anys després que finalitzés l'enfrontament entre les empreses partidàries del corrent continu i les favorables al corrent altern.

## Vida
Topsy era una elefanta nascuda en el sud-oest d'Àsia pels voltants de 1875 que va ser domesticada pel Forepaugh Circus de Coney Island, a l'estat de Nova York. Va matar a tres homes, inclòs un domador borratxo que li feia menjar cigarrets encesos i l'atacava salvatgement. Els seus propietaris la van considerar un perill i per això decidiren sacrificar-la.
En principi van decidir que fos penjada, però l'American Society for the Prevention of Cruelty to Animals va protestar i gràcies a aquest fet es van considerar altres alternatives. Popularment s'ha dit queThomas Edison, que en aquell temps havia tingut disputes amb Nikola Tesla pel que fa als perills del corrent altern (CA) i els avantatges del corrent continu (CC), va intentar que fos electrocutada amb corrent altern, però hi va haver molts altres factors a tenir en compte.

## Mort
Abans d'electrocutar a Topsy, se la va alimentar amb pastanagues farcides amb 460 grams de cianur de potassi. A continuació se la col·locà sobre un suport metàl·lic en el seu cadafal i se li posaren unes sandàlies metàl·liques amb alguns components de fusta conegudes com a “death sandals” (sandàlies de mort). Envoltada per desenes d'elèctrodes, el corrent altern que se li va aplicar i que procedia d'una font de 6 600 volts li va causar la mort en menys d'un minut. Aquests fets foren presenciats per 1500 persones i un centenar de periodistes acreditats a Coney Island.
El 20 de juliol de 2003 es va inaugurar un monument en honor seu a Topsy al Coney Island Museum, com a acte de recordatori d'aquella trista i vergonyosa part de la història nord-americana.

## Relació amb Thomas Edison
Un dels motius pel qual es tendeix a vincular a Thomas Edison amb la mort de l'elefanta és la filmació de l'execució Electrocuting an elephant (Electrocutant un elefant), també de 1903, que era part d'una sèrie de gravacions realitzades sota el seu nom. Aquest curt va ser filmat per l'empresa Thomas Edison i dirigit també per l'estat-unidenc i es va reproduir en cinemes de tot el país després que tinguessin lloc els fets.
Tot i així, la relació de Thomas Edison amb la mort de l'elefanta encara no s'ha pogut considerar estrictament directa. És a dir, no s'ha pogut comprovar que Edison en fos el culpable. Els responsables de brindar assistència tècnica i elèctrica foren la companyia Edison Electric Illuminating CO. de Brooklyn, empresa que només es pot relacionar amb l'inventor a través de la utilització de les patents. Tampoc hi ha proves fiables que el vertader autor de la pel·lícula fos ell.
Diversos professionals de l'àmbit, com ara Michael Daly, consideren que la mort de Topsy no recau en la figura d'Edison, sinó en dos dels conflictes més rellevants de l'època.
En primer lloc, es creu que recau en la Guerra dels corrents, tot i que aquesta s'ha desmentit com a causa, perquè finalitzà durant la dècada dels setanta. Aquesta fou una batalla comercial entre Thomas Edison i George Westinghouse, el sistema del qual es basava en els descobriments i patents de Nikola Tesla. En la Guerra dels corrents Edison va intentar demostrar que el corrent que ell generava era més segur que el de Westinghouse (corrent altern). Per intentar donar suport i demostrar això, un defensor d'Edison matà diversos tipus d'animals electrocutant-los. Tot i així, l'argument que proposava Edison mai el va portar a guanyar aquesta guerra i tampoc fou el motiu pel qual s'executà a Topsy.
En segon lloc, l'altra causa estudiada, i la més probable, fou un conflicte d'interessos per part dels propietaris dels circs més influents del moment (P. T. Barnum i Adam Forepaugh). Tot i que tampoc s'ha confirmat.

## Altres
Quan Luna Park es va incendiar l'any 1944, els mitjans i la cultura popular s'hi van referir com a la “Topsy's Revenge” (la Revenja de Topsy).